# Vùng đất Queen Mary

Vị trí của Vùng đất Queen Mary (đỏ) thuộc Lãnh thổ châu Nam Cực thuộc Úc

Vùng đất Queen Mary hoặc Bờ biển Queen Mary (66°45′N 96°0′Đ / 66,75°N 96°Đ) là một phần bờ biển của châu Nam Cực nằm giữa mũi Filchner, ở 91° 54' Đ, và mũi Hordern, ở 100° 30' Đ.  Vùng đất được khẳng định lãnh thổ bởi Úc như là một phần của lãnh thổ Úc.  Vùng đất được tìm ra vào tháng 2 năm 1912 bởi đoàn thám hiểm Nam Cực của người Úc (1911-14) dưới sự lãnh đạo của Douglas Mawson, người đã đặt tên cho vùng đất này dưới tên của Mary xứ Teck, là vương hậu của George V.